# Сюй Цинь
Сюй Цинь (кит. 许勤, род. октябрь 1961, Ляньюньган, Цзянсу) — китайский государственный и политический деятель, секретарь (глава) парткома КПК провинции Хэйлунцзян с 18 октября 2021 года.
Ранее губернатор провинции Хэбэй (2017—2021), глава горкома КПК Шэньчжэня (2016—2017) и длительное время мэр этого города (2010—2017).
Член Центрального комитета Компартии Китая 19-20-го созывов. Кандидат в члены ЦК КПК 18-го созыва, депутат Всекитайского собрания народных представителей 11-12-го созывов.

## Биография
Родился в октябре 1961 года в городском округе Ляньюньган, провинция Цзянсу.
В октябре 1978 года поступил в Пекинский технологический институт на специальность инженера фотоэлектрических систем. После окончания вуза в 1982 году был направлен по распределению на военный завод № 559 (позднее вошёл в состав государственного холдинга China North Industries Group Corporation Limited (Norinco)) в подразделение научных исследований военного назначения. Спустя два года вернулся на обучение в альма-матер и в 1987 году получил степень магистра, после чего поступил на работу в Государственную комиссию по планированию, впоследствии реорганизованную в Государственную комиссию по развитию и реформам КНР.
В течение следующих двадцати лет Сюй Цинь работал в секторе экономического планирования в государственных отраслях, связанных с развитием и эксплуатацией электромеханических устройств и систем. В 2001 году поступил в институт менеджмента Гуанхуа (подразделение Пекинского университета), по окончании которого получил степень магистра бизнес-администрирования (MBA). С 2003 года — куратор планов развития высоких технологий в составе Государственной комиссии по развитию и реформам. В 2004 году получил докторую степень (PhD) в Гонконгском политехническом университете.
В апреле 2008 года переведён на пост вице-мэра особой экономической зоны Шэньчжэнь, в июне 2010 года утверждён мэром этого города. Во время его мэрства произошла крупная промышленная авария — оползень в Шэньчжэне, в результате которого погибло 73 человека. В соответствии с результатами расследования основными причинами инцидента стали масштабные коррупция и халатность муниципальных чиновников. Мэр города публично принёс извинения от имени муниципалитета за случившееся, признал свою ответственность и пообещал наказать всех виновных. 31 декабря 2016 года назначен секретарём КПК горкома Шэньчжэня, сменив на этом посту ушедшего губернатором провинции Гуандун Ма Синжуя. При этом, в течение нескольких месяцев Сюй Цинь одновременно исполнял обязанности мэра города и главы его партийного комитета.
В апреле 2017 года переведён исполняющим обязанности губернатора провинции Хэбэй — заместителем секретаря парткома КПК провинции по совместительству, 26 апреля того же года утверждён в должности губернатора на заседании Постоянного комитета Собрания народных представителей Хэбея.
18 октября 2021 года назначен на высший региональный пост секретаря (главы) парткома КПК провинции Хэйлунцзян — одного из ключевых регионов Китая в торговых отношениях с Российской Федерацией.